# Ахерн
Ахерн (нім. Achern) — громада в Німеччині, знаходиться в землі Баден-Вюртемберг. Підпорядковується адміністративному округу Фрайбург. Входить до складу району Ортенау.
Площа — 65,24 км2. Населення становить 25 615 ос. (станом на 31 грудня 2020).